# Liste der Monuments historiques in Broye-Aubigney-Montseugny
Die Liste der Monuments historiques in Broye-Aubigney-Montseugny führt die Monuments historiques in der französischen Gemeinde Broye-Aubigney-Montseugny auf.

## Liste der Objekte
| Bezeichnung                 | Beschreibung                                                                        | Standort                                                        | Kennzeichnung | Schutzstatus | Datum | Bild |
| --------------------------- | ----------------------------------------------------------------------------------- | --------------------------------------------------------------- | ------------- | ------------ | ----- | ---- |
| Grabstein für Claude Rondot | Kalkstein, bezeichnet 1556                                                          | Aubigney, in der Kirche St-Nicolas (Lage)                       | PM70000185    | Classé       | 1912  |      |
| Skulptur Heiliger Nikolaus  | Kalkstein, 16. Jahrhundert                                                          | Aubigney, in der Kirche St-Nicolas (Lage)                       | PM70000186    | Classé       | 1960  |      |
| Kelch und Patene            | Silber, vergoldet, gemarkt 1772 (?), Goldschmied Johann Georg Pick                  | Aubigney, in der Kirche St-Nicolas (Lage)                       | PM70000187    | Classé       | 1972  |      |
| Kommunionbank               | Schmiedeeisen, zweite Hälfte des 18. Jahrhunderts                                   | Broye-lès-Pesmes, in der Kirche Sts-Pierre-et-Paul (Lage)       | PM70000189    | Classé       | 1972  |      |
| Tympanon                    | Stein, 12. Jahrhundert                                                              | Montseugny, außen an der Kirche Assomption-de-Notre-Dame (Lage) | PM70000191    | Classé       | 1912  |      |
| Kruzifix                    | Holz, farbig gefasst und vergoldet, 18. Jahrhundert                                 | Broye-lès-Pesmes, in der Kirche Sts-Pierre-et-Paul (Lage)       | PM70001889    | Inscrit      | 2004  |      |
| Beichtstuhl                 | Holz, um 1790, Entwurf Anatole Amoudru                                              | Broye-lès-Pesmes, in der Kirche Sts-Pierre-et-Paul (Lage)       | PM70001890    | Inscrit      | 2004  |      |
| Wandgemälde Kruzifix        | aus dem 16. Jahrhundert                                                             | Montseugny, in der Kirche Assomption-de-Notre-Dame (Lage)       | PM70002327    | Inscrit      | 1985  |      |
| Ziborium                    | Silber, vergoldet, gemarkt 1690/91, Goldschmied François Jurain                     | Aubigney, in der Kirche St-Nicolas (Lage)                       | PM70000188    | Classé       | 1972  |      |
| Hauptaltar                  | Altartisch und Retabel; Holz, farbig gefasst und vergoldet, 18. und 19. Jahrhundert | Broye-lès-Pesmes, in der Kirche Sts-Pierre-et-Paul (Lage)       | PM70000190    | Classé       | 1972  |      |